# Laofonte
Laofonte (en grec antic: Λαοφόντη) era, segons la mitologia grega, una filla de Pleuró, fill d'Etol, i de Xantipe, filla de Doros. Era germana d'Agènor, Estèrope i Estratonice.
També es deia que era la mare d'Íficle, Leda i Altea per la seva unió amb Testi, però Alcman defensava que el pare de Leda era Glauc, el fill de Sísif.